# Municipio de Locke (Míchigan)
El municipio de Locke (en inglés: Locke Township) es un municipio ubicado en el condado de Ingham en el estado estadounidense de Míchigan. En el año 2010 tenía una población de 1791 habitantes y una densidad poblacional de 19,18 personas por km².

## Geografía
El municipio de Locke se encuentra ubicado en las coordenadas 42°44′2″N 84°12′23″O / 42.73389, -84.20639. Según la Oficina del Censo de los Estados Unidos, el municipio tiene una superficie total de 93.4 km², de la cual 92.82 km² corresponden a tierra firme y (0.62%) 0.58 km² es agua.

## Demografía
Según el censo de 2010, había 1791 personas residiendo en el municipio de Locke. La densidad de población era de 19,18 hab./km². De los 1791 habitantes, el municipio de Locke estaba compuesto por el 96.98% blancos, el 0.34% eran afroamericanos, el 0.28% eran amerindios, el 0.5% eran asiáticos, el 0.34% eran isleños del Pacífico, el 0.34% eran de otras razas y el 1.23% pertenecían a dos o más razas. Del total de la población el 2.35% eran hispanos o latinos de cualquier raza.